# 举起手来！
《举起手来！》（英語：Hands Up!）是2003年在中国大陆上映的战争喜剧片，电影背景为日本侵华时期。

## 剧情
小薇（刘薇 饰）在百年历史的大学主持节目《过去的故事》（虚构节目）讲述一个抗日故事，她的妈妈和姥姥都是在这所大学读书的学生。
抗日时期，小薇的姥姥上大学时，日军经常到学校去抓捕爱国进步学生，被抓走的学生大多没有回来过。她的姥姥也是爱国学生，一日和一个男学生被日军追杀，男学生中弹身亡，而她逃过了一劫，躲进了运送到火车的箱子中。
日军抓捕了大量劳动力挖煤，其中混入了八路军，他们在运送煤矿的火车上和鬼子展开了激烈的枪战，击毙了部分日军。他们的举动被在空中巡逻的飞机发觉，日军飞行员驾驶着战斗机扫射火车，但很快被八路用机枪扫射而击落。
八路从日军手里截回来一个大木箱子，委托农民郭大叔（郭达 饰）把他送到石桥村去。半途中，他发现箱子里装着一个女子，就是小薇的姥姥，还发现了一尊金光灿灿的佛像头。原来日本人想把它运回日本，趁机捞一笔。由于在路上耽误了时间，他们没有走出日军的包围，在半途中遭遇到日本兵，日军渡边大佐（胡晓光 饰）询问石桥村在哪里，紧接着征用了他的驴车，叫他带路。
日军包围了石桥村，随后征集全村人进行训话，而后把全村的男人关押，把全村的牲口都抓捕了。紧接着，日军在全村进行搜查，把大叔，姥姥和两个儿童团员抓到，由于姥姥变了装，翻译官（李明 饰）并没有发现姥姥是女生。并叫大叔和姥姥去煮饭，叫两孩子带着军官（李保国 饰）去打泉水，两孩子在他们的水壶中撒了尿。中午开饭时，大叔和姥姥不小心把本该喂叫“花姑娘”的花猪的馊水给日军们吃了，而把面食给猪吃了。日军吃过馊水之后，才知道上当受骗，马上追捕他们，两人匆匆逃亡。
他们在途中遇到了八路军队长（宝德 饰）和士兵，于是开始着手反攻。而翻译官带着日军在村中搜捕时，找到了佛像头。翻译官叫“罗圈腿”中村下等兵（潘长江 饰）守着，结果他被驴子放的屁臭晕了。日军随后发现并救醒了他，给他灌水（童子尿），可水壶中的一只蛤蟆爬到了他的嘴里，还被他吞下去了。田队长将要前来，日军这才发现佛像头被换成了大石头。正等着队长过来，一只公鸡发现并试图吃掉在榴弹发射器扳机上的蚂蚱，导致榴弹发射并击中田队长。
气急败坏的日军开始在全村逮杀村民，村民和八路军也开始和他们斗智斗勇。村里埋设的地雷、老奶奶喂养的大公鸡、撒的豆子、“花姑娘”也都让日军出尽了洋相、吃尽了苦头。侥幸逃出村子、经过几次折腾已经几乎神经失常的罗圈腿士兵在爬上山顶的那一刻，听到“举起手来”的一声大吼，乖乖地举起了双手，在他的背后是巍巍的太行山和逶迤雄壮的万里长城。
回到现在，罗圈腿士兵的孙子来到中国，遵从他爷爷的遗嘱向中国人犯下的罪行谢罪，并拜了佛像。而佛像头正是日军想抢走却被中国人民夺回的佛像头。

## 演员
| 演员           | 角色              | 备注 |
| 郭达           | 郭大叔            | 淳朴而聪慧的中国农民。                                                                                    |
| 潘长江         | 中村下等兵/其孙子 | 中村：大日本帝国陆军下等兵，罗圈腿。 孙子：中村的孙子，于片尾出现，按照中村的遗嘱来到中国参拜，代为谢罪。 |
| 刘薇           | 我/妈妈/姥姥      | 我：于片头和片尾出现，并作为电影的解说员。 姥姥（年轻时期）：大学学生，持有侵华日军细菌战罪行证据。       |
| 李明           | 翻译官            | |
| 胡晓光         | 渡边太君          | 大日本帝国陆军军官，大佐。                                                                                |
| 张晓宁         | 肿眼鬼子          | 一只眼睛被孩子打肿。                                                                                      |
| 李保国         | 喷火鬼子          | 吞食汽油并经过爆竹引燃而口中喷火。                                                                        |
| 郑杰           | 四眼鬼子          | 因近视而戴眼镜。                                                                                          |
| 冈强           | 雷劈鬼子          | 因为在雷雨天把带有刺刀的步枪竖立放在地上，刺刀导电从而被雷劈死。                                          |
| 宝德           | 队长              | 八路军队长。                                                                                              |
| 刘大毛，刘二毛 | 孩子              | 儿童团员，聪慧可爱                                                                                        |

## 制作
电影的拍摄地是在河南省新乡市郭亮村万仙山攀岩公园。